# ريو نايتو
ريوٌ نايتوٌ (内藤 玲) (وُلد في 22 يونيو 1974 في محافظة أوساكا، هو ممثل صوتي ياباني.

## أعماله

### في الأنمي
- البؤساء: ليگل
- يوغي: ريوجي أوتوگو

## وصلات خارجية
- ريو نايتو على موقع IMDb (الإنجليزية)
- ريو نايتو على موقع قاعدة بيانات الفيلم (الإنجليزية)
- ريو نايتو على موقع كينوبويسك (الروسية)
- ريو نايتو على موقع ANN person (الإنجليزية)